# Shani Tarashaj
Shani Tarashaj, né le 7 février 1995 à Hausen am Albis en Suisse, est un footballeur international suisse qui évoluait au poste d'attaquant.

## Biographie

### En club
Formé au Grasshopper Club Zurich, il joue son premier match au niveau professionnel le 2 août 2014 face au FC Sion.
Le 2 août 2015, il inscrit un doublé en championnat face au FC Zurich. Une semaine plus tard, il récidive en inscrivant un nouveau doublé contre le FC Lugano.
Début janvier 2016, il s'engage pour quatre ans et demi avec l'Everton FC. Il reste cependant en prêt au Grasshopper jusqu'à la fin de la saison.
Le 31 août 2016, Tarashaj est prêté pour une saison à l'Eintracht Francfort. Il inscrit un but en quinze matchs et retourne à Everton.
Tarashaj ne participe à aucun match avec l'équipe première d'Everton lors de la saison 2017-2018. Le 19 juillet 2018, il est prêté pour une saison à son ancien club du Grasshopper Zurich,, où il ne joue que neuf matchs.
Le 14 juillet 2019, Tarashaj est envoyé en prêt pour deux saisons au club néerlandais du FC Emmen. Il fait finalement son retour à Everton en octobre 2020, soit quinze mois après le début de son prêt, sans avoir joué le moindre match avec l'équipe première du FC Emmen. En octobre 2020, il est libéré de son contrat par Everton.
En 2021, il a fait une dernière tentative avec les M21 du FC Zurich.
Le 11 octobre 2022, il annonce mettre un terme à sa carrière de footballeur à cause de ses nombreuses blessures et de sa maladie,.

### En équipe nationale
Tarashaj participe aux éliminatoires du championnat d'Europe des moins de 19 ans puis aux éliminatoires du championnat d'Europe espoirs. Avec la sélection des moins de 19 ans, il inscrit un doublé contre Andorre puis un autre contre la Slovénie. Avec la sélection espoirs, il marque deux buts contre la Bosnie-Herzégovine.
Shani Tarashaj honore sa première sélection avec la Suisse le 25 mars 2016 lors d'un match amical face à l'Irlande. Il est nommé dans la liste des vingt-trois joueurs suisses qui participent à l'Euro 2016. Tarashaj participe à un match de la phase de groupes, la Suisse est éliminée à l'issue de la séance de tirs au but en huitièmes de finale face à la Pologne.

## Statistiques
| Saison                | Club                       | Championnat           | Championnat | Championnat | Coupe(s) nationale(s) | Coupe(s) nationale(s) | Compétition(s) continentale(s) | Compétition(s) continentale(s) | Compétition(s) continentale(s) | Suisse | Suisse | Total | Total |
| Saison                | Club                       | Division              | M.          | B.          | M.                    | B.                    | Comp.                          | M.                             | B.                             | M.     | B.     | M.    | B.    |
| 2011-2012             | Grasshopper U21            | 1re ligue             | 1           | 0           | -                     | -                     | -                              | -                              | -                              | -      | -      | 1     | 0     |
| 2012-2013             | Grasshopper U21            | 1re ligue             | 14          | 1           | -                     | -                     | -                              | -                              | -                              | -      | -      | 14    | 1     |
| 2013-2014             | Grasshopper U21            | 1re ligue             | 17          | 8           | -                     | -                     | -                              | -                              | -                              | -      | -      | 17    | 8     |
| Sous-total            | Sous-total                 | Sous-total            | 32          | 9           | -                     | -                     | -                              | -                              | -                              | -      | -      | 32    | 9     |
| 2014-2015             | Grasshopper                | Super League          | 19          | 1           | 2                     | 1                     | C1+C3                          | 2+2                            | 0+0                            | -      | -      | 25    | 2     |
| 2015-2016             | Grasshopper                | Super League          | 18          | 8           | 2                     | 1                     | -                              | -                              | -                              | -      | -      | 20    | 9     |
| Sous-total            | Sous-total                 | Sous-total            | 37          | 9           | 4                     | 2                     | -                              | 4                              | 0                              | -      | -      | 45    | 11    |
| 2015-2016             | Grasshopper (prêt)         | Super League          | 15          | 3           | -                     | -                     | -                              | -                              | -                              | 5      | 0      | 20    | 3     |
| 2016-2017             | Eintracht Francfort (prêt) | Bundesliga            | 13          | 1           | 2                     | 0                     | -                              | -                              | -                              | -      | -      | 15    | 1     |
| 2018-2019             | Grasshopper (prêt)         | Super League          | 9           | 0           | -                     | -                     | -                              | -                              | -                              | -      | -      | 9     | 0     |
| 2019-2020             | FC Emmen (prêt)            | Eredivisie            | -           | -           | -                     | -                     | -                              | -                              | -                              | -      | -      | 0     | 0     |
| Sous-total            | Sous-total                 | Sous-total            | 37          | 4           | 2                     | 0                     | -                              | -                              | -                              | -      | -      | 39    | 4     |
| Total sur la carrière | Total sur la carrière      | Total sur la carrière | 105         | 22          | 6                     | 2                     | -                              | 4                              | 0                              | 5      | 0      | 120   | 24    |